# Eduard Joseph d’Alton

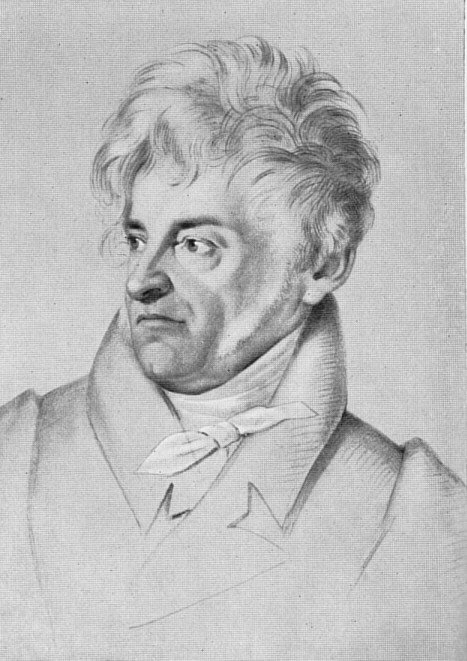
Joseph Wilhelm Eduard d’Alton

Joseph Wilhelm Eduard d’Alton , född 11 augusti 1772 i Aquileja och död 11 maj 1840 i Bonn, var en tysk anatom, arkeolog och kopparstickare.
d’Alton studerade i Florens och Wien, och blev sedermera professor i konsthistoria och arkeologi i Bonn. Han trädde i nära förbindelse med Goethe och bearbetade tillsammans med Heinrich Christian Pander Vergleichende Osteologie (1821-1828) och ensam Die Naturschichte des Pferdes (2 band 1810-17).
Eduard Joseph d’Alton var far till anatomen Eduard d'Alton.